# Versailles (banda)
Versailles (ヴェルサイユ?), es una banda japonesa de power metal sinfónico y visual kei formada en marzo de 2007 por el vocalista Kamijo y el guitarrista Hizaki.

## Historia

### 2006: formación
Tras el anuncio de la separación indefinida de la banda Lareine debido a que su vocalista Kamijo y el bajista Emiru eran los únicos músicos que la componían, reclutaron al guitarrista Hizaki como miembro de soporte para el concierto de despedida que realizaron el 31 de octubre de 2006 en la ciudad de Kawasaki. Hizaki, anterior miembro de Sulfuric Acid, ya venía trabajando con Kamijo durante la producción del primer álbum de su proyecto en solitario Dignity of Crest. Tras el concierto, durante el otoño, idearon el concepto para una nueva banda «the absolute youshikibi sound and extremes of aestheticism» («La absoluta forma de la belleza, el sonido y el extremo esteticismo»). Youshikibi Sound (様式美サウンド Youshikibi Saundo?) es un término usado en Japón para definir las melodías del Metal influenciadas por la música clásica y la estética de la Edad Media, algunas bandas y músicos que se han asociado a este término son Yngwie Malmsteen, Stratovarius y Rhapsody of Fire.
Tardaron algunos meses en elegir a los músicos que completarían la formación, el primero fue el bajista Jasmine You, quien era miembro de soporte en Hizaki Grace Project, seguido de Yuki, exmiembro de Sugar Trip quien fue recomendado por los dueños del Rock May Kan.

### 2007: inicios
A mediados de marzo de 2007, tras la primera noche del espectáculo músico-teatral Node of scherzo protagonizado por los cantantes Kamijo, Juka y Kaya junto a Hizaki y Jasmine you en el Takadanobaba Area, hicieron el primer anuncio oficial de la formación de la nueva banda de Kamijo y Hizaki. El 29 de marzo se reveló por primera vez el nombre de la banda y los integrantes que completarían la formación. 
El 2 de mayo Sherow Artist Society subió un trailer de la banda a YouTube donde aparece Teru, otro miembro de Hizaki grace project, como segundo guitarrista, convirtiéndose así, en el quinto miembro de Versailles. Este vídeo ganó gran popularidad, debido a la abrumadora historia musical de los integrantes, habían atraído gran atención de los medios, lo que llevó a que recibieran peticiones de entrevistas y presentaciones tanto de Japón como el extranjero.
A finales de mayo fueron entrevistados por un equipo de televisión alemán como parte de un documental, un artículo de esa entrevista apareció en el Sankei Shimbun (un periódico doméstico de Japón), su éxito fue tal que poco después «Versailles band» (La banda Versailles), estaba dentro del top 5 de búsquedas en Yahoo!. 

#### Primeras apariciones en vivo
Sus primeras presentaciones se realizaron el 23 y 24 de junio en Tokio. El primero, fue un evento solo para hombres llamado Boys only en el Rock May Kan, el mismo lugar donde hizo su debut la legendaria banda X japan. Durante ese evento fueron presentados por Akemi Oshima, una importante escritora de artistas Visual kei quien se encargó de leer las preguntas de la prensa, luego de eso, mostraron su primer video promocional y comenzaron el espectáculo. Al día siguiente se presentaron en el Liquid Room en el evento titulado Chateau de Versailles ~Descendant de Rose~. Durante esas fechas distribuyeron su primer sencillo «The Revenant Choir».

#### El día de la alfombra roja

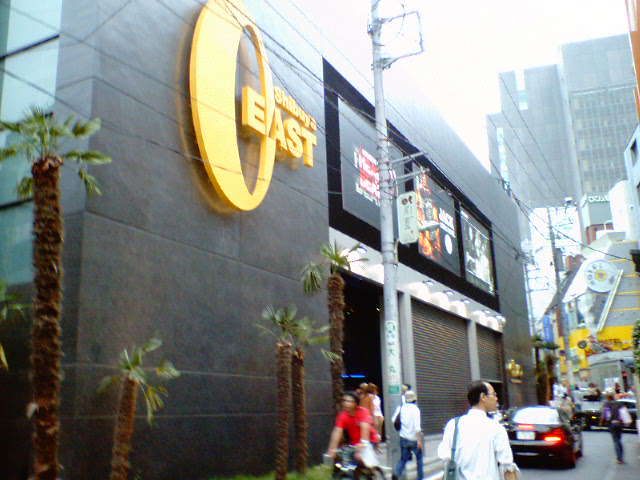
El Shibuya O-East, lugar donde firmaron con CLJ Records, evento considerado como el final del «prólogo» de las actividades de Versailles.

El 31 de agosto realizaron el evento The Red Carpet Day en el Shibuya O-East el cual marcó el final del «prologo» de las actividades de Versailles ya que durante ese evento, al cual llegaron en una limusina y caminaron sobre una alfombra roja entre los fanáticos, también firmaron con la compañía discográfica independiente alemana CLJ Records, quienes desde entonces se encargarían de distribuir sus lanzamientos en Europa.

#### Primeros lanzamientos y la revolución estética
El 31 de octubre lanzaron su primer EP Lyrical Sympathy el cual alcanzó el puesto número 4 en las listas indie de Oricon y el 76 en la lista general. Este lanzamiento fue parte de la «aesthetic revolution» (revolución estética), una campaña promocional de la banda que fue el tema de su primera gira nacional Nihon Tanbi Kakumei (日本耽美革命?) realizada por Sherow Artist Society durante noviembre donde contaron con la colaboración de los cantantes Kaya y Juka. Estas fechas quedaron registradas en el documental en DVD Urakizoku (裏貴族?) lanzado en diciembre de ese mismo año a pedido por correo.
El 12 de diciembre en colaboración con Provence Esthetique lanzaron Aesthetic Violence, un set de 5 diferentes perfumes con una fragancia por cada miembro de la banda: Louis (Kamijo), Princess Stairs (Hizaki), B.P.T (Teru), Elegant Jasmine (Jasmine you) y Dark Master (yuki), el set incluía un DVD con la presentación en vivo de la canción «Shout & Bites» y una entrevista especial por cada miembro.
Siguiendo con las presentaciones agendadas, el 21 de diciembre volvieron al Rock May Kan para presentarse en un evento junto a Anti Feminism. Los días siguientes participaron en los especiales de Navidad de Sherow Artist Society y el 26 en un evento producido por las revistas Gothic & Lolita Bible y Angelic Pretty Sweet.
Terminaron el 2007 participando en el evento de fin de año realizado en el Holiday Shinjuku, donde se presentaron junto a un gran número de bandas y músicos Visual kei

### 2008-2009:Noble
Durante enero de 2008 participaron junto a otras bandas en la gira Cross Gate 2008 -Chaotic Sorrow- producida por Sherow Artist Society en colaboración con Under Code Production la cual resultó en un álbum recopilatorio homónimo lanzado el 26 de marzo donde incluyeron la canción «Sforzando».
El 19 de marzo realizaron el evento Tokyo Metropolis en el Shibuya-AX donde se presentaron junto a Vidoll, Chariots, 12012 y otras bandas. En ese evento distribuyeron el sencillo promocional «A Noble was Born in Chaos» como adelanto de su primer álbum en copias limitadas a los asistentes.
A finales de marzo comenzaron su primera gira por Europa junto a Matenrou Opera llamada Europe Tour "Oushuu Tanbi Kakumei" la que incluyó presentaciones en Suecia, Finlandia, Alemania, Francia y España. El espectáculo más importante de la gira, fue el que realizaron en La Locomotive en París, donde agotaron todas las entradas y tuvieron una amplia cobertura de los medios presentándose ante más de 700 personas.
De vuelta en Japón fueron invitados a participar en el hide memorial summit, un concierto realizado el 3 y 4 de mayo en el Ajinomoto Stadium con motivo del décimo aniversario de la muerte de Hide. Tres días después realizaron su primer concierto en solitario llamado Bara no Matsuei (薔薇の末裔?) en el Daikanyama Unit.
El 30 de mayo se presentaron por primera vez en Estados Unidos durante la convención de anime A-Kon realizada en Dallas. El 3 de junio se presentaron en el Knitting Factory de Los Ángeles donde agotaron todas las entradas.
El 16 de julio lanzaron su primer álbum Noble el cual se posicionó en el 4 puesto de las listas indie y en el 42 de la lista general.

#### Muerte de Jasmine y pausa en las actividades
Todo marchaba bien para la banda, trabajaban en las grabaciones de su nuevo álbum, pero el 2 de agosto anuncian que Jasmine You sufría de una insuficiencia física, y sin revelar más detalles, que las funciones de la banda se detendrían por un tiempo, incluyendo las grabaciones y futuros conciertos. Aun así, el 3 de agosto la banda se presentó en el evento Scuber Dive's ~Shibuya ga Taihen~ donde fueron la banda sorpresa, pero en esa ocasión se presentaron sin el bajista.
El 9 de agosto anuncian a través de un comunicado en su página oficial, que la mañana de ese mismo día Jasmine You había fallecido, sin dar a conocer las causas de su muerte, y que debido a este suceso, todas las actividades de la banda serían pospuestas indefinidamente. Para el 22 de agosto fanes norteamericanos programaron una vigilia por el bajista en la ciudad de Seattle, que comenzó en el Kinokuniya Bookstore para después trasladarse al Kobe Terrace Park, donde los fanes se presentaron con rosas y fotos de Jasmine.

#### Versailles World Tour 2010 -Method of Inheritance-

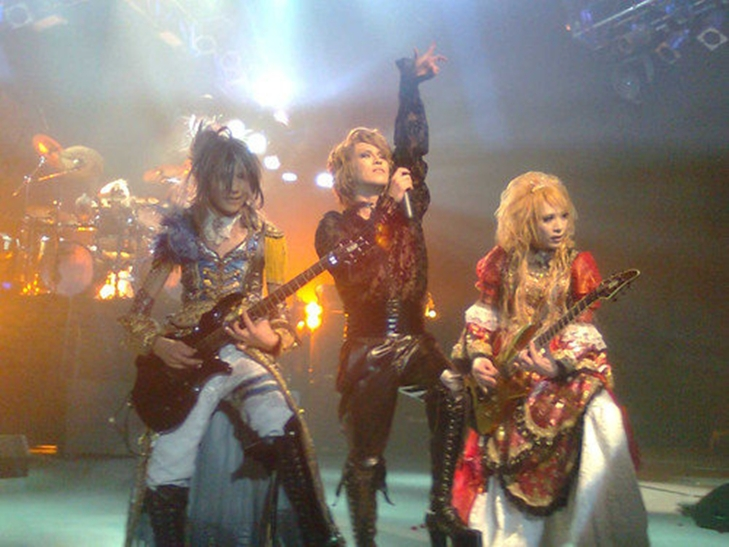
Versailles durante la gira Versailles World Tour 2010 "Method of Inheritance".

### 2010:Jubilee

#### Masashi, el sexto miembro de la banda
MASASHI pasó a ser oficialmente un miembro de Versailles el 4 de septiembre de 2010; fue contratado inicialmente como bajista de apoyo desde el comienzo de la gira mundial "VERSAILLES WORLD TOUR 2010 Method of Inheritance" a principios de 2010.
Su primer concierto con la banda tuvo lugar en Yokohama el 28 de febrero de 2010.
Además de tocar con Versailles, Masashi es en ocasiones el bajista de apoyo del proyecto en solitario del exmiembro de Malice Mizer, Kozi.
KAMIJO mencionó en su blog que MASASHI solía ser un aprendiz de Jasmine You en Nagoya.

### 2011:Holy Grail
Para comienzos de 2011 anuncian su debut en un show televisivo llamado Onegai Kanaete Versailles, protagonizado por la actriz Rina Koike y los miembros de la banda, de los cuales, Kamijo era el único con experiencia en la actuación. Se trata de un dorama de diez capítulos de cinco minutos cada uno, donde un grupo de príncipes se aparecen ante Rina Fukurokoujo, una chica pobre de corazón puro, para cumplir sus deseos sin importar su magnitud. Fue transmitida por las cadenas MBS y TV Kanagawa entre el 17 de enero y el 28 de marzo. La canción de apertura, «Philia», fue editada en un sencillo lanzado el 16 de marzo en tres versiones diferentes.
El 1 de junio anuncian a través de Twitter y su página oficial, que durante otoño comenzarían una nueva gira internacional Versailles World Tour 2011 -Holy Grail- para promocionar su nuevo álbum, comenzando por Asia el mes de septiembre, Europa en octubre y Sudamérica en noviembre.
El 15 de junio se realizó el lanzamiento de su tercer álbum de estudio, Holy grail, para el cual se editaron dos vídeos musicales de las canciones «Masquerade» y «Vampire», que fueron el tema central de las películas «Vampire Stories "Brothers"» y «Vampire Stories "Chasers"» estrenadas el 9 de julio en Japón.
Tres días más tarde se presentan en el V-Love☆Live vol.1, un evento realizado en el Studio Coast en Tokio que fue transmitido por Internet a través de la página Visualand.tv y el canal oficial de WorldNet.tv en YouTube tras peticiones de los fanes debido a que se habían vendido todas las entradas. El evento reunió a varios exponentes del Visual kei, como Ayabie, Matenrou Opera, Alice Nine y Jui, exvocalista de Vidoll, entre otros.
Ya a esas alturas, Versailles era reconocida como una de las bandas que más había crecido en los últimos años, siendo considerada relativamente joven, ya se estaba consolidando como una de las más importantes dentro del movimiento Visual kei y el metal japonés contemporáneo.

### 2012:Versailles
En 2012 lanzaron dos sencillos, «Rhapsody of the Darkness» el 25 de abril en formato digital a través de tiendas de música en línea, y «Rose» lanzado el 4 de julio.

### Pausa y proyectos posteriores
El 20 de julio de 2012 a través de un comunicado en su página oficial anunciaron que habían decidido detener todas las actividades de la banda a finales de ese año y que lanzarían su álbum de despedida Versailles en septiembre, seguido de una gira nacional para, finalmente, el 20 de diciembre, realizar su concierto final en el NHK Hall en Tokio.
A comienzos de abril de 2013 se comunicaron oficialmente los proyectos que realizarían los miembros durante el receso de la banda, Kamijo ya había anunciado que estrenaría su carrera como solista apoyado en la grabación por miembros de Versailles y Lareine. Mientras que Hizaki, Teru, Yuki y Masashi formaron una nueva propuesta musical bajo el nombre Jupiter reclutando al cantante Zin como vocalista.
A lo largo de la pausa de actividades de Versailles algunos miembros tales como: MASASHI, Hizaki y Yuki han participado en las grabaciones de los discos de KAMIJO como solista con lo que se demuestra un apoyo mutuo a pesar del receso de la banda.

### 2015:Reunión
En el final de la gira mundial de KAMIJO titulada KAMIJO World Tour 2015 ~20th Anniversary Best~ que se llevó a cabo en el ZeppDiverCity el 28 de diciembre de 2015 en la ciudad de Tokio, KAMIJO reunió a los miembros de las bandas en las que ha estado a lo largo de sus 20 años de carrera artística, incluyendo a Versailles, lo cual significaba que después de 3 años, volverían a reunirse.
El 19 de diciembre de 2015, actualizaron la foto de su página oficial cambiándola por una foto en la cual están despiertos lo que causó varias especulaciones entre los fanes. Tiempo después, el 20 de diciembre de 2015 en la cuenta oficial de la banda en Twitter, publicaron un video en YouTube sin título que daba a entender un posible regreso.
El 28 de diciembre de 2015 en el final del tour mundial de KAMIJO, se celebró su "ceromonia de renacimiento" Versailles ~復活の儀式~ (Versailles ~Reborn Ceremony~) y fue anunciado que la banda estaría de regreso en el 2016 después de 3 años de pausa en sus actividades. Celebraron su 9.º aniversario el 25 de junio de 2016 en el Zepp DiverCity de Tokio. Lanzaron un álbum recopilatorio en septiembre del mismo año titulado The Greatests Hits ~2007-2016~ y realizaron un concierto que marcó su regreso formal a los escenarios el 7 de agosto de 2016 en el Maihama Amphitheater que llevó por nombre Versailles 完全復活ライヴ「Chateau de Versailles」(Versailles Kanzen Fukkatsu Live「Chateau de Versailles」).

### 2017:Lineage
El día 7 de agosto de 2016 en el concierto titulado: Versailles 完全復活ライヴ「Chateau de Versailles」(Versailles Kanzen Fukkatsu Live「Chateau de Versailles」), que se realizó en el Maihama Amphitheater de Tokio, anunciaron su primera presentación en el Nippon Budokan de Japón, con motivo de su 10° Aniversario, el cual se llevó a cabo el día 14 de febrero del 2017.
El 21 de enero de 2017, la banda confirmó que lanzarían el miniálbum conmemorativo por sus 10 años de carrera titulado Lineage ～薔薇の末裔～(Lineage ~Descendants Of The Rose~) el mismo día de su presentación en el Nippon Budokan, el 14 de febrero de 2017. Dicha producción fue distribuida entre todos los asistentes a dicho evento, de manera gratuita. Posteriormente, el 25 de diciembre de 2019, lanzaron el mismo material discográfico a través de todas las plataformas digitales de música. 

### 2022:15th Anniversary
Durante el año 2022, Versailles celebró su 15 aniversario mediante una serie de mini-giras por Japón enfocadas en cada uno de sus tres primeros álbumes. La primera gira se centró en su álbum "NOBLE" cuyo final tuvo lugar en el ZeppDiverCity Tokyo el 25 de junio de 2022. Posteriormente, siguió la gira en honor a su álbum "JUBILEE" en octubre de ese mismo año, para finalmente realizar una última gira dedicada a su álbum "Holy Grail" en febrero de 2023, siendo videograbadas cada una de ellas en un DVD por separado para todos sus fanes extranjeros

## Miembros
- Kamijo: Voz
- Hizaki: Guitarra
- Teru: Guitarra
- Masashi: Bajo

### Miembros anteriores
- Jasmine You: Bajo (2007-2009)
  - Fallecido en 2009 pero considerado un miembro eterno.
- Yuki: Batería (2007-2023)

## Giras
- Versailles World Tour 2010 -Method of Inheritance-
- Versailles World Tour 2011 -Holy Grail-
- Versailles Europe Tour 2017 -Renaissance-
- Versailles World Tour 2017 -10th Anniversary-[35]

## Discografía

### Álbumes
- 2008: Noble -Vampires Chronicle-
- 2010: Jubilee -Method of Inheritance-
- 2011: Holy Grail
- 2012: Versailles
- 2013: Anthologie (Recopilatorio)
- 2016: The Greatest Hits 2007-2016 (Recopilatorio)

### EP
- 2007: Lyrical Sympathy
- 2017: Lineage ～薔薇の末裔～